# 普鲁卡因胺
普鲁卡因胺（INN：Procainamide，發音： /proʊˈkeɪnəmaɪd/）是一种Ia类抗心律失常药，用于治疗心律不整。

## 历史
普鲁卡因胺在1951年由百时美施贵宝研制成功。 它在1950年6月2日被美国食品药品监督管理局批准以Pronestyl的商品名上市。

## 作用机理
普鲁卡因胺是一种钠通道阻滞剂，能够阻断钠通道，抑制钠离子（Na+）内流（还可能抑制钾离子内流），从而延长心脏动作电位。这使得传导变慢，最终动作电位的上升速率减小，导致QRS复合波变宽，心律不齐得到缓解。

## 用途
普鲁卡因胺能用于治疗所有的心律不齐，包括了室上性心律失常和室性心律失常——例如心房颤动（但这种情况下不是最佳选择）。 它还被用于治疗预激综合征，并能够延长旁道的不应期。

## 给药
普鲁卡因胺能够口服、静脉注射和肌肉注射。当静脉注射时最开始应采用负荷剂量，但必须注意不要引起低血压。负荷剂量为100mg，在五分钟内注射完；最大剂量则是17mg/kg。当心律不齐被抑制、低血压症状出现、QRS复合波变宽50%或以上，以及最大剂量达到的时候则停止用药。

## 代谢
普鲁卡因胺的主要代谢产物是N-乙酰基普鲁卡因胺（NAPA），该物质抗心律不齐能力与原药几乎相同。 NAPA的生物半衰期大约是普鲁卡因胺的两倍，因此它在缓慢注射药物的时候有可能达到一个较高的胞内浓度，引起低血压。

## 副作用
副作用包括皮疹、肌痛、超敏反应（发热与粒细胞缺乏症）、药源性红斑狼疮（尤其对于慢乙酰化者）， 及药物本身引起的心律不齐。其中药源性红斑狼疮相对于其他药物来说较为常见，原因是普鲁卡因胺的治疗使人体产生自身细胞结构的抗体。